# Gabriela Mosca
Gabriela Mosca (San Francisco (Córdoba), 
12 augustus 1969) is een voormalig tennisspeelster uit Argentinië.
In 1987 speelde zij samen met Bettina Fulco op het damesdubbelspeltoernooi van Roland Garros, waar zij de tweede ronde bereikten. Later dat jaar speelden zij samen in de eerste ronde van Wimbledon.